# Diversificazione (strategia)
La diversificazione è la crescita basata su nuovi mercati e nuovi prodotti. Un'impresa che opera in più settori è, quindi, un'impresa diversificata.

## Definizione
La matrice prodotto-mercato di Ansoff visualizza chiaramente che la diversificazione consiste nel rivolgersi verso nuovi mercati con un nuovo prodotto:
|                 | Prodotto attuale         | Prodotto nuovo        |
| --------------- | ------------------------ | --------------------- |
| Mercato attuale | Penetrazione del mercato | Sviluppo del prodotto |
| Mercato nuovo   | Sviluppo del mercato     | Diversificazione      |

Ansoff individua quattro modalità di diversificazione:
1) orizzontale: produzioni nuove per gli stessi clienti (la meno rischiosa);
2) correlata o concentrica: nuove attività strategiche (per esempio, si utilizzano competenze tecniche esistenti);
3) conglomerale: estensione dell'attività verso aree completamente nuove. Nuovi mercati e nuovi prodotti, nuovi clienti con nuove tecnologie;
4) verticale: l'impresa destina a sé stessa la nuova produzione.

## Vantaggi
I vantaggi della diversificazione riguardano prevalentemente due aspetti:
- le economie di scopo;
- i vantaggi prettamente informativi.

## Modalità di realizzazione
La diversificazione può essere implementata in diversi modi:
- tramite lo sviluppo esterno (acquisizioni).
- tramite lo sviluppo interno

### Vantaggi dello sviluppo esterno
Lo sviluppo esterno permette di ottenere immediatamente l'insieme di risorse necessarie per il raggiungimento di un vantaggio competitivo in un nuovo settore di attività.
Non sarà necessario impiegare tempo ed energie per ottenere una posizione all'interno del mercato né per sviluppare le risorse necessarie.
L'acquisizione di un'azienda già esistente elimina dal mercato un potenziale concorrente. Il grado di sviluppo interno che un'azienda deve raggiungere per ottenere la scala di efficienza minima potrebbe incrementare il livello di competitività potenziale nel settore, mentre acquisendo un concorrente già dotato della capacità necessaria è possibile evitare che la competitività del settore aumenti.

### Svantaggi dello sviluppo esterno
Lo sviluppo esterno può essere un modo molto dispendioso di entrare in nuovo mercato. È possibile che il valore creato dall'acquisizione sia dissipato nello sforzo economico impiegato per ottenerlo.
Nella maggior parte dei casi l'impresa da acquisire possiede tutta una serie di attività e di capacità, ma solo alcune di loro sono veramente interessanti per l'acquirente. La gestione di attività superflue e il loro mantenimento all'interno del portafoglio attività è spesso fonte di ingenti costi sia in termini di denaro sia di tempo.

## Sviluppo interno
Le aziende che vogliono sfruttare le proprie risorse in modo incrementale utilizzano come modalità di espansione lo sviluppo interno.

### Vantaggi e svantaggi
Gli svantaggi di tale modalità sono l'esatto contrario di quelli che sono i vantaggi dell'acquisizione:
- l'azienda deve sviluppare risorse che in precedenza non possedeva;
- lo sviluppo interno è un processo che richiede necessariamente un lungo periodo. Nella fase iniziale è possibile che l'azienda non sia in grado di raggiungere la scala efficiente minima e, in più, introducendo nel mercato nuove capacità, è possibile che si verifichi un aumento della competitività all'interno del settore.
- lo sviluppo interno consente di dilazionare le scelte cruciali in un periodo di tempo più lungo, riducendo i rischi. Questa soluzione consente di trasferire risorse immateriali di un'azienda in una nuova area di affari.
- un'azienda può trarre vantaggio dalle conseguenze dello sviluppo interno, in particolare dall'esperienza e dalle conoscenze accumulate.

La diversificazione si realizza mediante un ampliamento delle aree strategiche di affari, ampliamento che richiede lo sviluppo di nuove tecnologie e che determina nuovi clienti e concorrenti.